# Castello di Afragola
Das Castello di Afragola ist eine Burg aus dem 14. oder 15. Jahrhundert in Afragola in der italienischen Region Kampanien. Sie wurde entweder um 1420 im Auftrag der Familie Capece-Bozzuto oder im Jahre 1337, in der Regierungszeit von Robert von Anjou, für die Adelsfamilie Durazzo erbaut. Sie diente ursprünglich als königliche Festung und wurde später zu einem Adelspalast umgebaut.

## Geschichte

### Ursprünge
Die Burg wurde erstmals vom Chronisten Perger urkundlich erwähnt, als er über das Eintreffen der Franzosen im Königreich Neapel 1495 berichtete. Er schrieb, dass am 5. Oktober „[Die Franzosen] nach La Fragola kamen und die Burg einnahmen.“
1337 gehörte das Anwesen Tommaso Mansella, dem damaligen Herrn von Afragola; dann fiel es an seinen Nachfolger, Roberto di Capua, Graf von Altavilla.
Dennoch wurde dieser weder in dem Vertrag vom 2. Mai 1381, in dem König Karl III. die Burg an die Familie Capece-Bozzuto verkaufte, noch von Pandolfo Collenuccio erwähnt, der in seinem Werk „Istoria del Regno di Napoli“ berichtet, dass 1420, während der Militäraktion gegen Alfons I. von Aragón der General des Königs Ludwig III. von Anjou, Muzio Attendolo Sforza, mit seinen Truppen in Afragola sein Lager aufschlug.
Nach 1407 war die Burg unbewohnt und aufgegeben, bis der Herr von Afragola, Nicola Maria Capece-Bozzuto, Alfons V. von Aragón 1444 bat, sie restaurieren und befestigen zu dürfen.
Der Schriftsteller Giuseppe Castaldi vermutet somit, dass das Gebäude 1420 von ebendieser Familie Capece-Bozzuto errichtet wurde, und, dass dorthin der Baronspalast mit Gärten, Brunnen und Wohnstätten verlegt wurde. Darüber hinaus wurde die Burg in einem Kaufvertrag von 1576, ausgefertigt von Paolo Bozzuto erwähnt: „eine angenehme und große Burg, für weniger als 5000 Dukaten“, verkauft an die Universitas von Afragola.

### 16. und 17. Jahrhundert
Somit gestattete die Universitas den Bewohnern, dass sie in der Nähe der Burg Wohnstätten bauten, und verkauften darüber hinaus das Konservatorium, zwei große Türme und zwei Wohnstätten mit angeschlossenen Gärten an die Familie Grossi. Am 15. März 1685 verkaufte Donato Grossi das Gebäude an den Pfarrer von San Giorgio, Domicio Russo um 1098 Dukaten.
Am 5. März 1690 verkaufte Russo einen Teil der Burg an die Prinzessin Caterina Morra für 1600 Dukaten; ihre Familie entschied sich aber, diesen Teil mit zwei Gärten, einem Brunnen, einem großen Turm und Wohnstätten an Gaetano Caracciolo del Sole, Herzog von Venosa, um 1000 Dukaten zu überlassen; dieser ließ das gesamte Gebäude renovieren und drei weitere Wohnstätten bauen.

### 18. und 19. Jahrhundert
1798 finanzierte der Priester Nicola Jenco den Bau des Waisenhauses der Heiligsten Schmerzensmutter mit 165 Dukaten, während die Burg an Jenco und die Gebrüder Marco, Giuseppe und Vincenzo Fatigati verkauft wurde und 1823 wurde in deren Nähe eine kleine Kirche errichtet, die der Heiligsten Schmerzensmutter geweiht war.

### 20. und 21. Jahrhundert
In der Burg ist heute ein privater Kindergarten mit Grundschule namens „Die Schmerzensmutter“ untergebracht.

## Beschreibung
Die Burg hat vier große Türme und ist von einem Graben umgeben. Der Eingang, der heute verschlossen ist, bestand aus einem Bogen, einer Marmortafel oder einem zweistöckigen Architrav und vier Bögen, von denen einer zu Füßen des Uhrenturms lag (wo ursprünglich der Eingang zur Kapelle der Schmerzensmutter lag), die 1887 durch einen Blitz zerstört und schließlich gegen Ende des 19. Jahrhunderts abgebrochen wurde; an deren Fassade verblieb nur ein Kreuz aus gelben Ziegelsteinen. Die anderen drei Bögen dagegen wurden durch drei Läden ersetzt.
Der vordere Teil des Turms hatte eine Türe, während es im ersten und zweiten Obergeschoss je einen kleinen Balkon mit Basisbögen und Fenster gab. Links, in der Nähe des Eingangs, gab es dagegen eine Loggia, die durch einen Bogen gestützt wurde.
Nach dem Umbauten des 19. Jahrhunderts und später verblieb nur eine der beiden ursprünglichen Etagen, die heute mit rotem Klinker verkleidet sind. Der Bogen am Eingang wurde zu einer Pizzeria, während der auf der rechten Seite abgebrochen wurde und 1920, während der Arbeiten von Enrico de Nicola, rekonstruiert wurde.